# Tautiška giesmė
Tautiška giesmė ("himne nacional") és el nom de l'himne nacional de Lituània. Va ser escrit el 1898 per Vincas Kudirka i va esdevenir himne nacional el 1919.
Lietuva, Tėvyne mūsų,/ 
Tu didvyrių žeme,/ 
Iš praeities Tavo sūnūs/ 
Te stiprybę semia./ 
Tegul Tavo vaikai eina/ 
Vien takais dorybės,/ 
Tegul dirba Tavo naudai/ 
Ir žmonių gėrybei./ 
Tegul saulė Lietuvoj/ 
Tamsumas prašalina,/ 
Ir šviesa, ir tiesa/ 
Mūs žingsnius telydi./ 
Tegul meilė Lietuvos/ 
Dega mūsų širdyse,/ 
Vardan tos Lietuvos/ 
Vienybė težydi!/

## Traducció
Lituània, la nostra pàtria,/ 
Terra d'herois!/ 
Deixi que els seus fills obtenen la seva força/
Des de la nostra experiència passada/
Deixi que els seus fills sempre segueixen/ 
Només els camins de la virtut,/ 
Que la teva pròpia humanitat el benestar de/ 
Ser els objectius per a les quals treballen/
Que el sol sobre de la nostra terra/ 
Desterrar la tempesta que plana al voltant de/ 
Llum i la veritat al llarg de/ 
Guia els nostres passos per sempre/
Que l'amor de Lituània/ 
cremen en els nostres cors./ 
Pel bé d'aquesta terra/ 
Que flor de la unitat/